# Sacré-Cœur de Montmartre

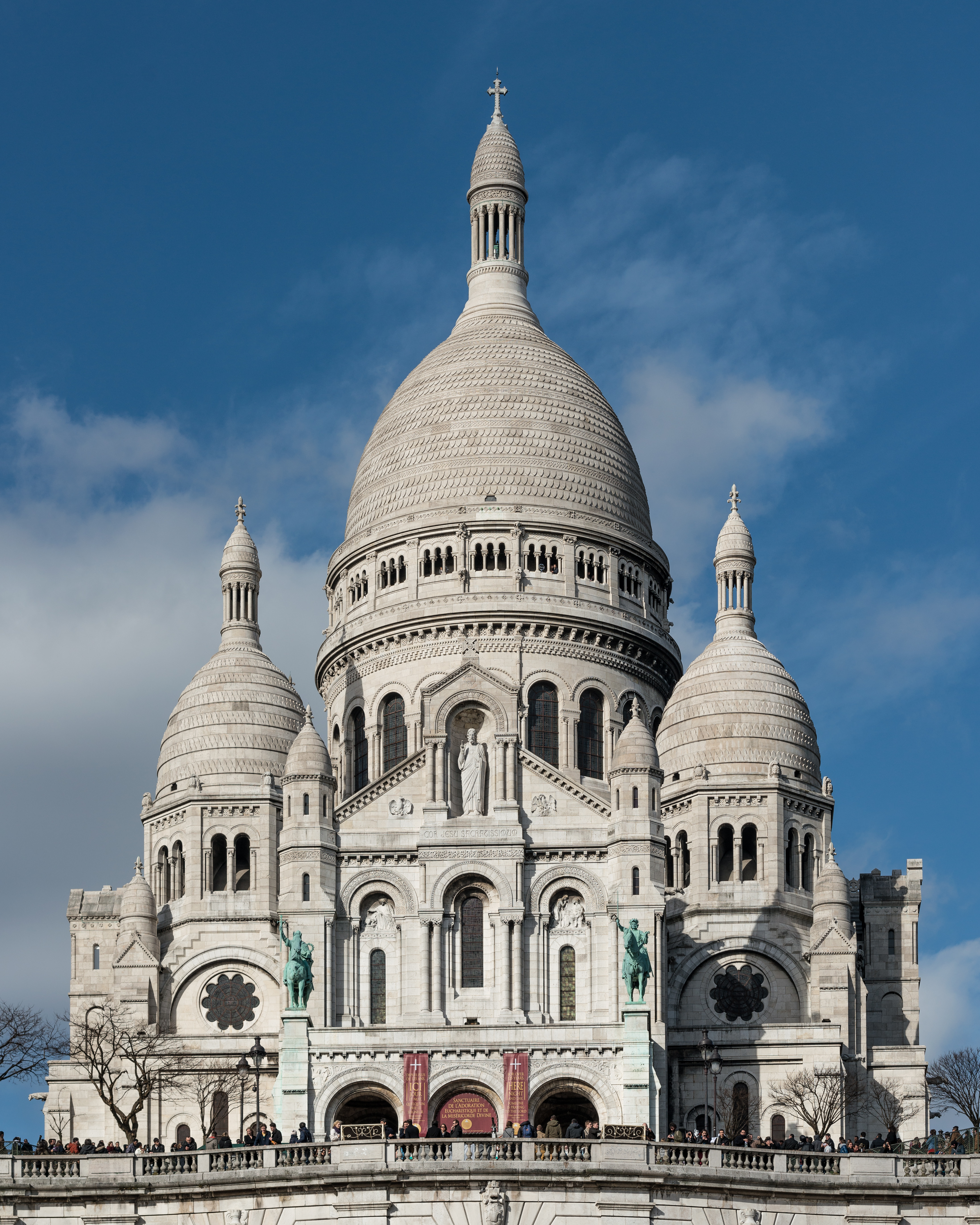
Südfassade der Basilika Sacré-Cœur de Montmartre

Die Basilika Sacré-Cœur de Montmartre (französisch Basilique du Sacré-Cœur de Montmartre, deutsch Basilika des Herzens Jesu vom Montmartre), umgangssprachlich kurz Sacré-Cœur, ist eine römisch-katholische Basilica minor auf dem Hügel Montmartre im 18. Arrondissement der französischen Hauptstadt Paris. Sie wurde 1875 (Grundsteinlegung: 16. Juni) bis 1914 nach Entwurf von Paul Abadie im neobyzantinischen Stil errichtet und trägt das Patrozinium des heiligsten Herzens Jesu. Die Idee zum Bau der Sühnekirche geht auf Félix Fournier, Bischof von Nantes, nach der Niederlage Frankreichs in der Schlacht von Sedan während des Deutsch-Französischen Kriegs 1870 zurück.

## Architektur
Die vor allem aus der Ferne beeindruckende Wirkung des Bauwerks beruht auf der einzigartigen Lage auf dem Montmartre-Hügel, dem strahlenden Weiß des verbauten Materials, der Monumentalität und dem fremdartigen Effekt der steilen Kuppelformen mit ihren schlanken, nicht belichtenden Laternen. Abweichend von einer sonst in der Kirchenarchitektur üblichen Ostung ist Sacré-Cœur nach Norden ausgerichtet.
Die Anordnung der Bauteile kombiniert einen von fünf Kuppeln überdachten, im Grundriss kreuzförmigen Zentralbau nach byzantinischem Vorbild mit einem romanischen Umgangschor, den ein Kapellenkranz umgibt. Daher ist mit „Basilika“ auch nicht der Bautyp gemeint, sondern der Begriff Basilica minor kennzeichnet einen besonders hohen kirchlichen Rang.

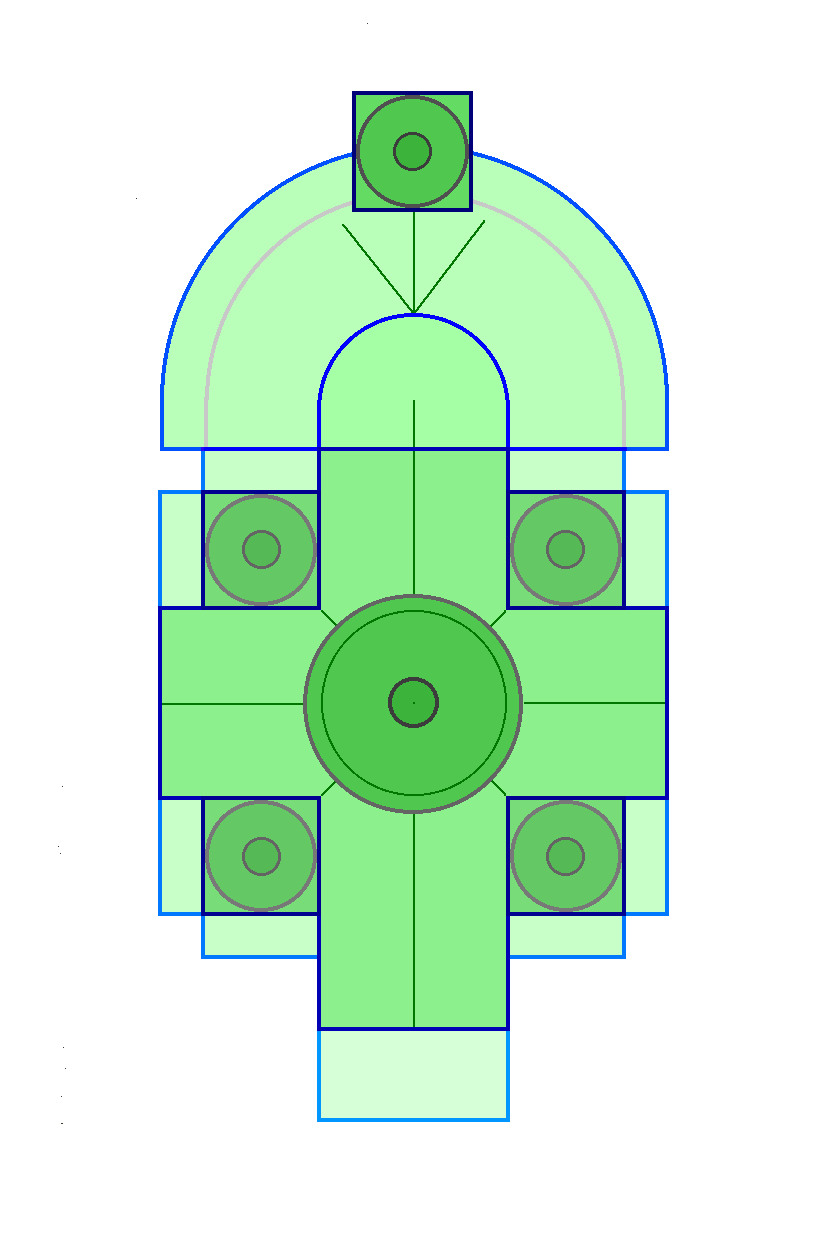
Dächerplan; je dunkler die Hintergrundfarbe, desto höher Gebäudeteil und Dach

Der zur großen Treppenanlage hin ausgerichteten Hauptfassade ist eine portikusartige Vorhalle vorgelagert, die sich wie ein dreigliedriger Triumphbogen öffnet. Auf ihr sind seitlich Reiterstandbilder des Hl. Ludwig und der Jeanne d’Arc aufgestellt. Die fünf Meter hohen Reiterstandbilder der Schutzpatrone Frankreichs schuf Hippolyte Lefèbvre im Jahr 1927 aus Bronze. Darüber wird eine mittlere Nische sichtbar für eine Statue Christi mit einem flammenden Herzen, das eine Dornenkrone umgibt.
Über der Achsenkapelle des Chors erhebt sich ein 1912 fertiggestellter Turm, der jenem der Kathedrale von Périgueux aus dem 12. Jahrhundert nachgebildet ist. In der Apsis der Kirche befindet sich ein Mosaik des Heiligsten Herzens von Luc-Olivier Merson (fertiggestellt 1922), das mit ca. 475 m² eines der größten Mosaiken der Welt ist. Es zeigt Christus wieder mit flammendem, dornenumkränztem Herzen und weit ausgebreiteten Armen. Seit dem Jahr 1885 (einer Zeit, als die Kirche erst teilweise fertiggestellt war) befindet sich über dem Hochaltar eine Monstranz mit dem Allerheiligsten.
Sacré-Cœur wurde aus Château-Landon-Steinen zusammengefügt, einem frostresistenten Travertin aus dem gleichnamigen Ort im heutigen Département Seine-et-Marne, der durch die Witterung sein Calcit abgibt und so mit der Zeit ein kreideartiges Weiß annimmt. Die Fundamente reichen 33 Meter in den Boden, um die Kirche vor dem Einsinken in den lehmigen Untergrund zu bewahren. Die Kirche selbst misst 85 mal 35 Meter und hat eine Höhe von 83 Metern.
Die Architektur von Sacré-Cœur wurde in der Fach- und Reiseliteratur lange Zeit negativ bewertet. In einem Handbuch namhafter französischer Experten hieß es noch 1974:

„Wenn man sich nähert und den Vorplatz erreicht, wenn man das Innere betritt, kann man sich nicht mit der Häufung bedeutungsloser Baukörper abfinden, den ruhmrednerischen, unproportionierten Kuppeln, der unverwüstlichen Häßlichkeit der Skulpturen und Mosaiken und noch weniger mit der Kälte des bleichen Werkstoffs, der niemals eine Patina annehmen wird, diesem robusten Stein aus Château-Landon, der entgegen der Erwartung mit zunehmendem Alter immer weißer wird.“

## Baugeschichte und historische Zusammenhänge

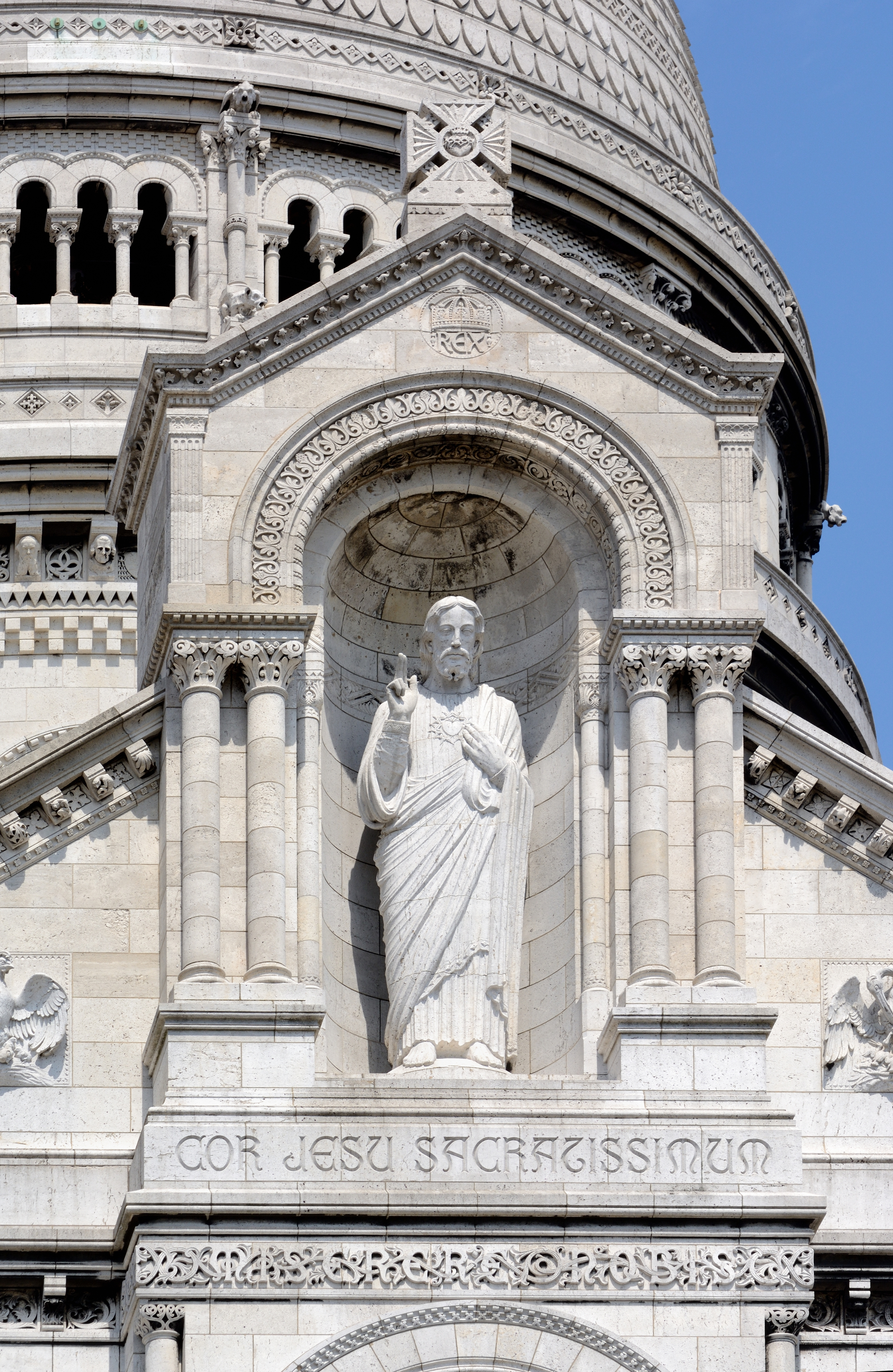
Die 5 m hohe Herz-Jesu-Statue von Pierre Seguin; die lateinische Inschrift bedeutet „Heiligstes Herz Jesu“.

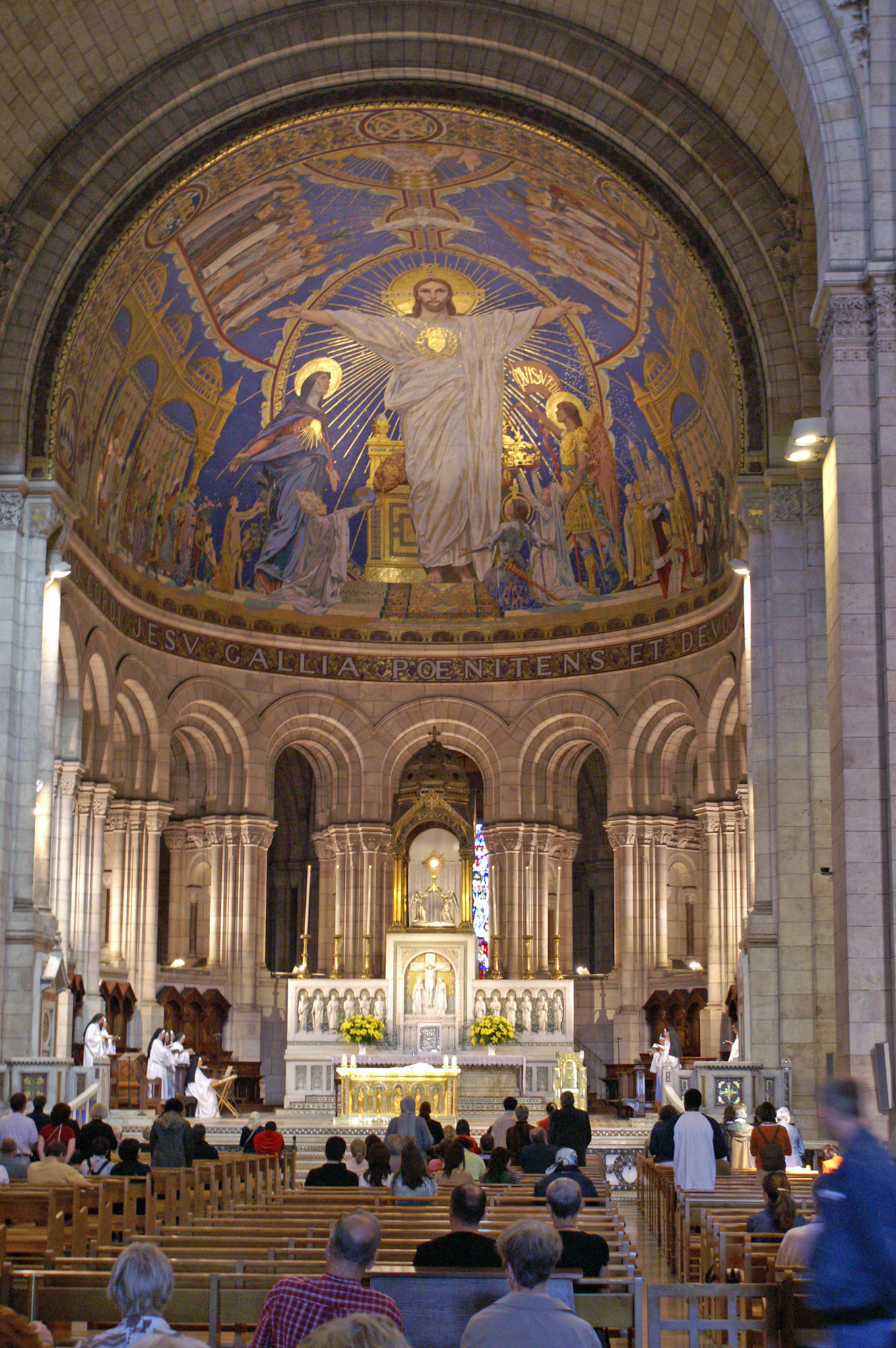
Innenansicht der Basilika Sacré-Cœur mit dem großen Mosaik in der Apsis; die lateinische Inschrift SACRATISSIMO CORDI JESU GALLIA PŒNITENS ET DEVOTA ET GRATA bedeutet „Dem heiligsten Herzen Jesu das büßende und anbetende und dankbare Frankreich“.

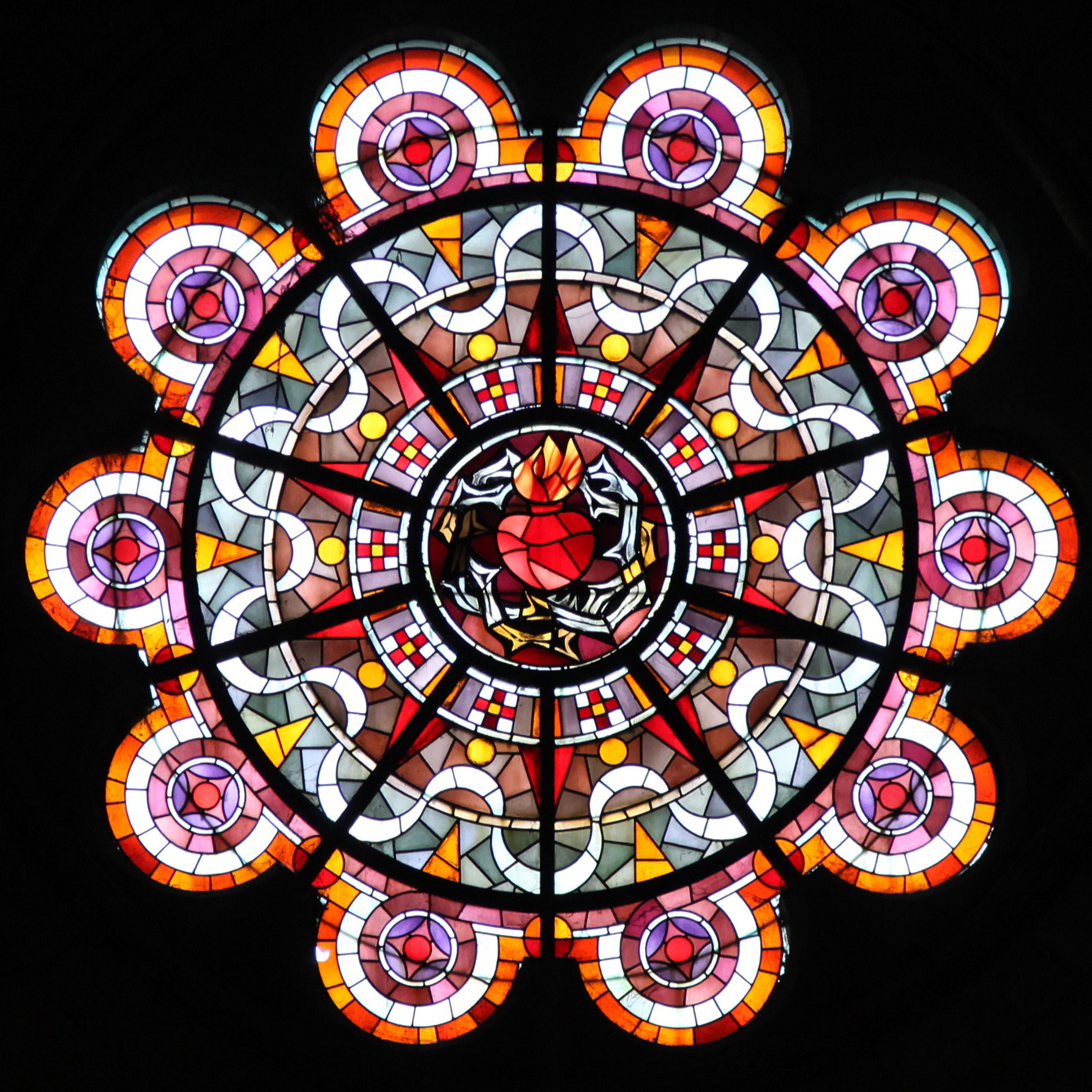
Rosette mit dem Heiligsten Herzen Jesu

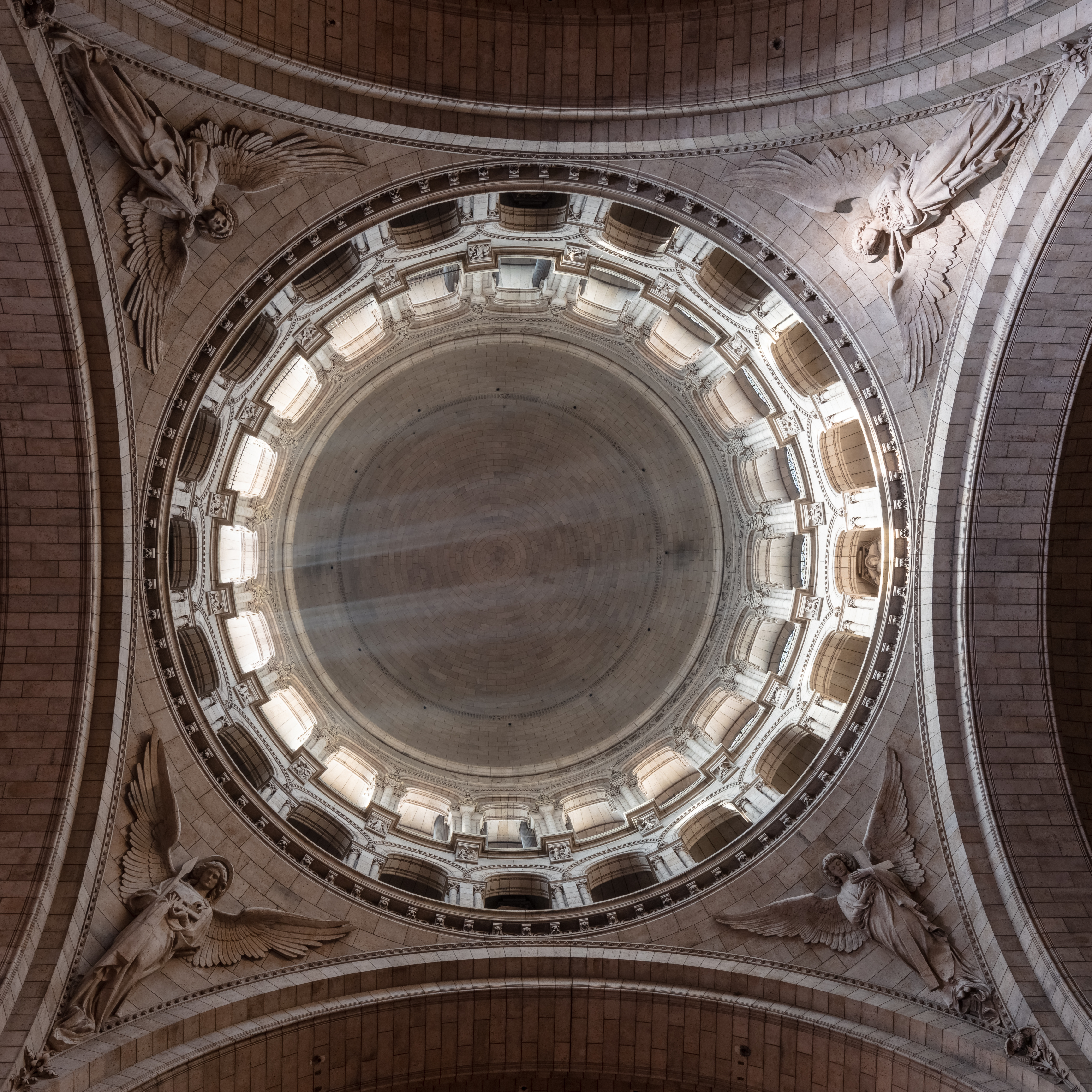
Blick zur Kuppel

Die neuzeitliche Herz-Jesu-Verehrung in Frankreich war von den Visionen der Nonne Margareta Maria Alacoque beflügelt worden, in denen sie den Auftrag sah, Frankreich solle sich dem Hl. Herzen Jesu weihen. Schon bald pflegten Nonnen im Kloster auf dem Montmartre diesen Kult. Ein Jahrhundert später wurde das Herz Jesu zum Symbol der Royalisten und Revolutionsgegner. Papst Pius IX. führte im Jahr 1856 das Herz-Jesu-Fest in den Römischen Generalkalender ein und stärkte die Herz-Jesu-Verehrung dadurch weiter. Zwischen 1870 und 1890, in einer Krisenzeit des nationalen Selbstbewusstseins nach dem verlorenen Deutsch-Französischen Krieg, als sich die ideologische Verflechtung zwischen französischem Nationalismus und katholischer Religiosität verstärkte, erhielten zahlreiche Kirchen den Titulus ecclesiae „Heiligstes Herz Jesu“.
Alexandre Legentil und Hubert Rohault de Fleury, herausragende Verfechter dieser Bewegung, gelobten eine Sühnekirche zu errichten. Sie sollte das gedemütigte Frankreich wieder dem Schutz Gottes empfehlen.
Die Kirche sollte aber auch dem Gedenken an die französischen Opfer des Deutsch-Französischen Krieges und der „Abbüßung der Verbrechen der Kommunarden“ dienen. Sie ist auch eine Reaktion auf die Eroberung Roms, der heiligen Stadt, durch die Truppen Viktor Emanuels II. und die „Gefangenschaft“ des von Frankreich im Stich gelassenen Papstes Pius IX. – hierbei spielt das Motiv der Buße für angebliche spirituelle Gleichgültigkeit eine Rolle, in der die Honoratioren, die den Bau initiierten, die Ursache für diese historischen Ereignisse sahen.
Der Pariser Erzbischof und spätere Kardinal Joseph Hippolyte Guibert, unter dem der Plan Gestalt annahm, hatte bereits kurz zuvor als Bischof von Tours einen Neubau der dortigen Grabkirche des Hl. Martin als nationaler Wallfahrtsstätte betrieben. Auch Sacré-Coeur sollte zur moralischen und politischen Erneuerung beitragen. Der Bauplatz für die neue Kirche war nicht von vorneherein festgelegt. Unter anderem war die noch unfertige Pariser Oper von Garnier im Gespräch. Diese Stätte des leichtfertigen Luxus umzuwidmen, hätte durchaus klerikalen Zielsetzungen entsprochen. Doch Guibert entschied sich für den Montmartre. Dieses auf einem Hügel liegende, im Jahr 1860 eingemeindete Dorf war nicht nur ein Ort, an dem viele Arbeiter und Künstler ein billiges und wenig frommes Leben führen konnten, auch die den royalistischen Bürgern verhasste Pariser Kommune von 1871 war von diesem Stadtviertel ausgegangen. Bis dahin ein Ort religiöser Indifferenz und sozialistischer Umtriebe sollte er mit dem geplanten Monumentalbau eine neue, national-katholische Bedeutung bekommen und eine von ganz Paris aus sichtbare Stadtkrone bilden.
Der Bau der Kirche wurde im Jahr 1875 vom Architekten Paul Abadie begonnen, der sich in einem Wettbewerb gegen 78 Konkurrenten durchgesetzt hatte. Abadies historistischer Entwurf war deutlich durch die Architektur byzantinischer Kirchen inspiriert wie der Hagia Sophia in Istanbul und des Markusdoms in Venedig sowie der Kathedrale von Périgueux, an deren Restaurierung er entscheidend mitgewirkt hatte. Sacré-Cœur sollte später selbst Vorbild für andere Sakralbauten des 20. Jahrhunderts werden, zum Beispiel für die Basilika Sainte-Thérèse in Lisieux. Abadie verstarb bereits im Jahr 1884, als der Bau erst begonnen war. Ihm folgten bis zur Fertigstellung sechs Architekten in der Bauleitung nach. Vom Ursprungsplan abweichende Veränderungen waren zum Beispiel die Verschlankung und Erhöhung der Kuppeln, die sonst von der Treppe und vom Vorplatz kaum in Erscheinung getreten wären.
1875 war auch das Jahr, in dem die Verfassung der Dritten Republik in Kraft trat. Dieser symbolische Bezug war durchaus beabsichtigt. Der Staat unterstützte das Projekt finanziell, nachdem die Nationalversammlung den Neubau zu einem nationalen Projekt erklärt hatte. Der französische Katholizismus war damals ausgeprägt antimodernistisch. Zu den wiederbelebten Frömmigkeitspraktiken gehörte das Wallfahrtswesen. Im Mittelalter noch als individuelle Tat unternommen, erlebten Pilgerfahrten seit der Restauration nicht nur in Lourdes eine Wiederbelebung in kollektiven Formen. Durch die Eisenbahn wurde es zu einem Massenphänomen, das nicht selten von royalistischen Demonstrationen begleitet war. Guilbert wollte Sacré-Coeur zum großen französischen Pilgerziel machen. Schon die provisorische Kapelle auf dem Bauplatz konnte Hunderte Pilger fassen, die aus ganz Frankreich zusammenströmten. Sie konnten den Bau verfolgen, vor allem für seine Fortführung spenden und darüber hinaus zur nationalen und spirituellen Erneuerung beitragen. Die Namen der Spender meißelte man in den Stein des Neubaus, eine damals neuartige Form des „Fundraising“. Der Bau verschlang letztlich 40 Millionen Francs.
Einer der prominentesten Gegner des Projekts war Georges Clemenceau. Er und die republikanische Partei sahen im Bauprojekt einen Anschlag auf die Errungenschaften der Französischen Revolution. Im Jahr 1882 plädierte er in der Assemblée nationale für die völlige Einstellung der Arbeiten. Die Initiative scheiterte jedoch daran, dass über 12 Millionen Francs an Spenden hätten zurückgezahlt werden müssen. Erst mit dem Gesetz zur Trennung von Kirche und Staat aus dem Jahr 1905 wurde die Fortführung des Bauwerks von staatlichen Zuwendungen abgeschnitten. 1914 wurde Sacré-Cœur de Montmartre schließlich fertiggestellt. Die Weihe war für den 17. Oktober 1914 vorgesehen, sie wurde wegen des Ersten Weltkriegs verschoben und erfolgte erst nach dessen Ende am 16. Oktober 1919 durch Léon-Adolphe Kardinal Amette. Dabei erhielt sie durch Papst Benedikt XV. auch den Titel einer Basilica minor.
Während des Zweiten Weltkriegs erlitt die Basilika Schäden. Die zwischen 1903 und 1920 eingesetzten Glasfenster wurden zerstört und 1946 durch neue zeitgenössische Fenster ersetzt, die weniger Detailtreue aufweisen als die ursprünglichen.

## Tourismus
Sacré-Cœur ist heutzutage eine der von Touristen am meisten besuchten Sehenswürdigkeiten in Paris. Durch die erhöhte Lage sind insbesondere die Treppen vor dem Gebäude bei allen beliebt, die die Aussicht über die Stadt genießen möchten. Von dort sieht man auch die nahegelegene Kirche St-Vincent-de-Paul de Paris. Alternativ kann man auch mit dem Funiculaire de Montmartre, einer Standseilbahn, zur Basilika gelangen.

## Orgeln

### Hauptorgel
Die Basilika besitzt eine Haupt- und eine Chororgel. Die Hauptorgel wurde 1898 von Aristide Cavaillé-Coll mit 67 Registern erbaut. Das Instrument stand ursprünglich im Schloss Ilbarritz des Baron Albert de l’Espée. Dieser verkaufte die Orgel bereits 1905 an Cavaille-Colls Nachfolger Charles Mutin, der die Schlossorgel im Saal der Orgelbaufirma in Paris aufstellte und erweiterte. 1914 verkaufte er das Instrument an die Basilika Sacré-Cœur. Dort wurde die Orgel erst 1919, nach dem Ersten Weltkrieg, in einem neuen Gehäuse auf der Südempore aufgestellt. 1959 erfolgten einige Veränderungen durch Beuchet-Debierre. 1980 bis 1985 wurde die Orgel umfassend restauriert. Das Instrument hat heute 78 Register auf vier Manualwerken und Pedal und verfügt damit über 11 Register mehr als 1898. In allen Manualen und im Pedal besitzt sie Barkermaschinen.

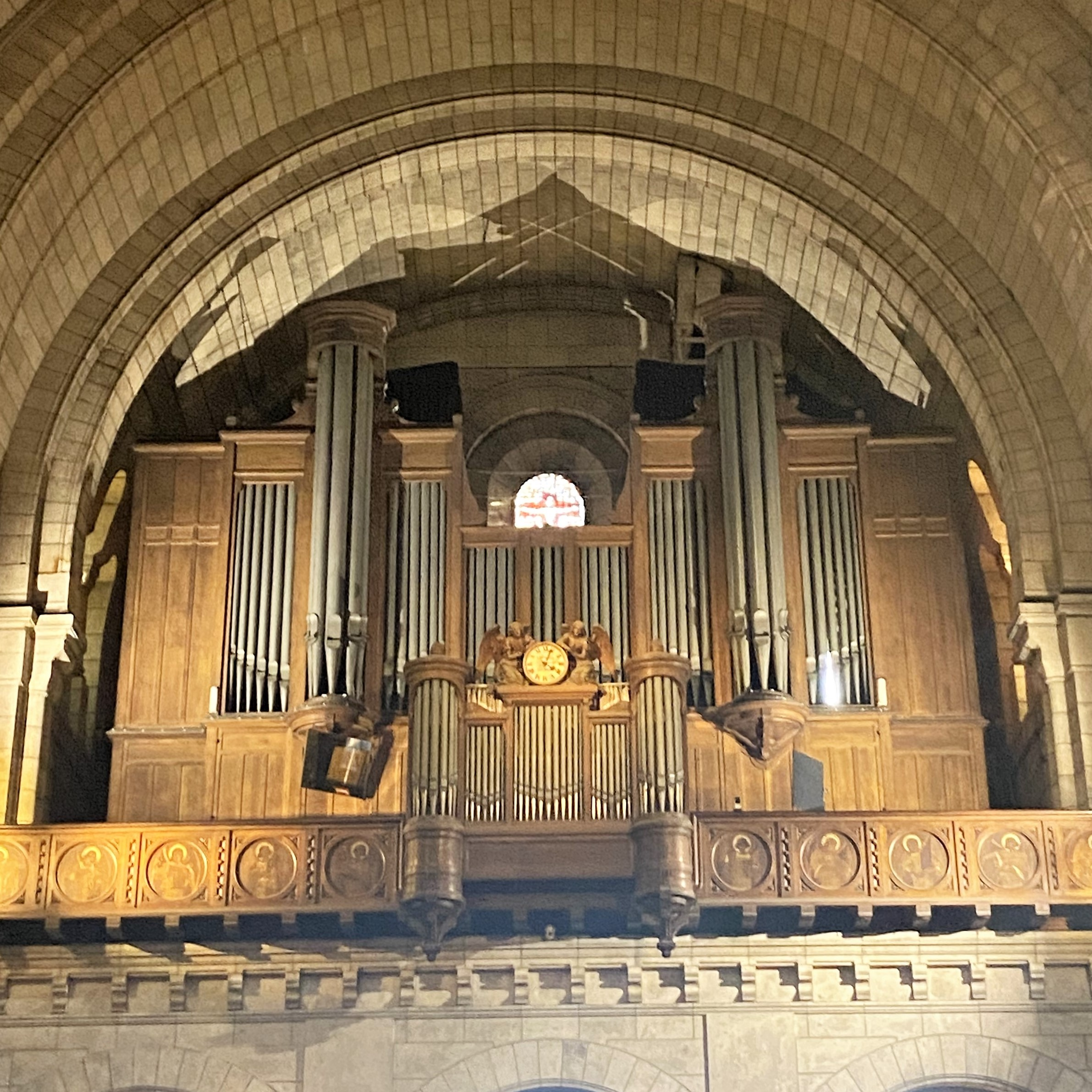
Hauptorgel von Aristide Cavaillé-Coll (1898)
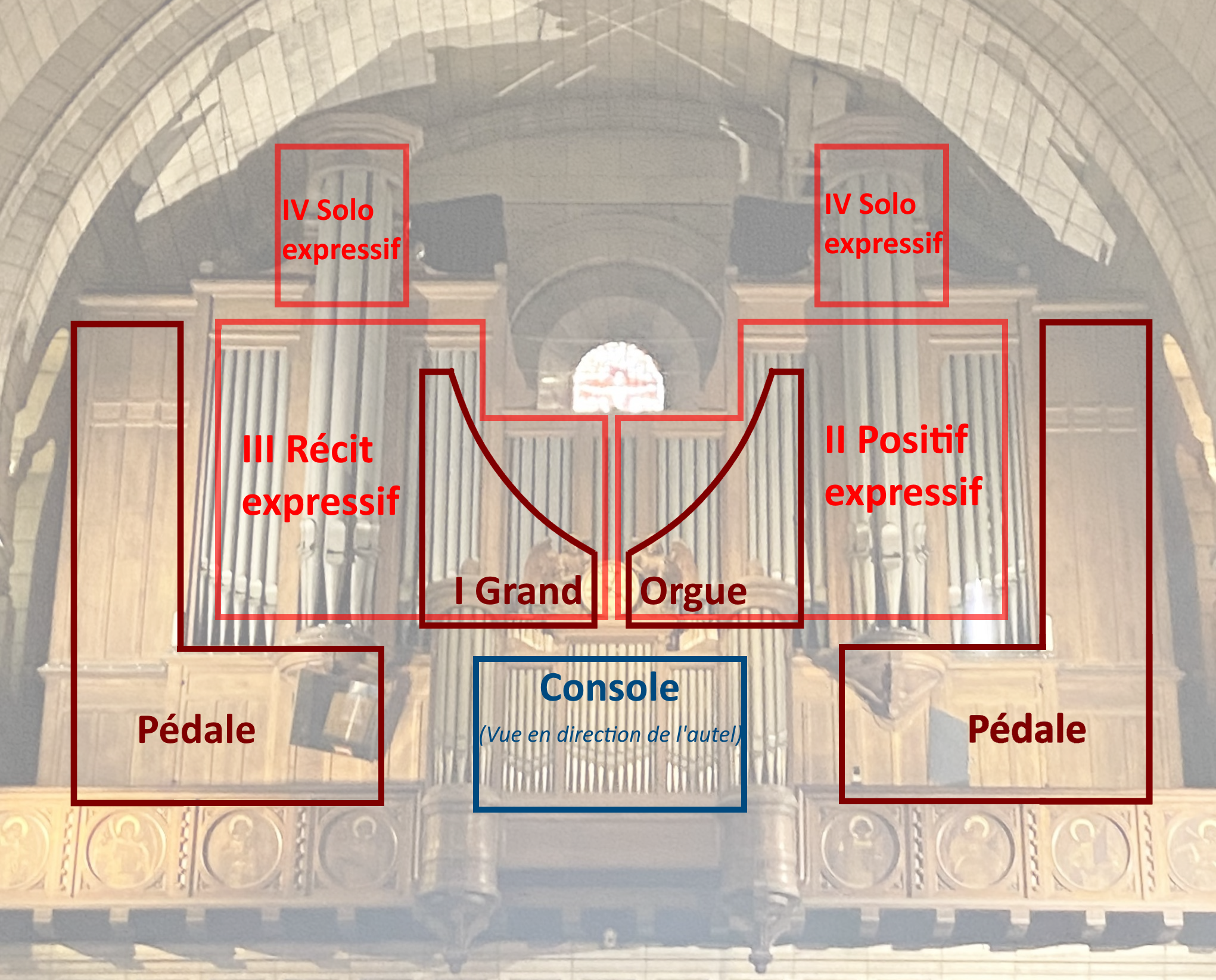
Werkaufteilung der Orgel
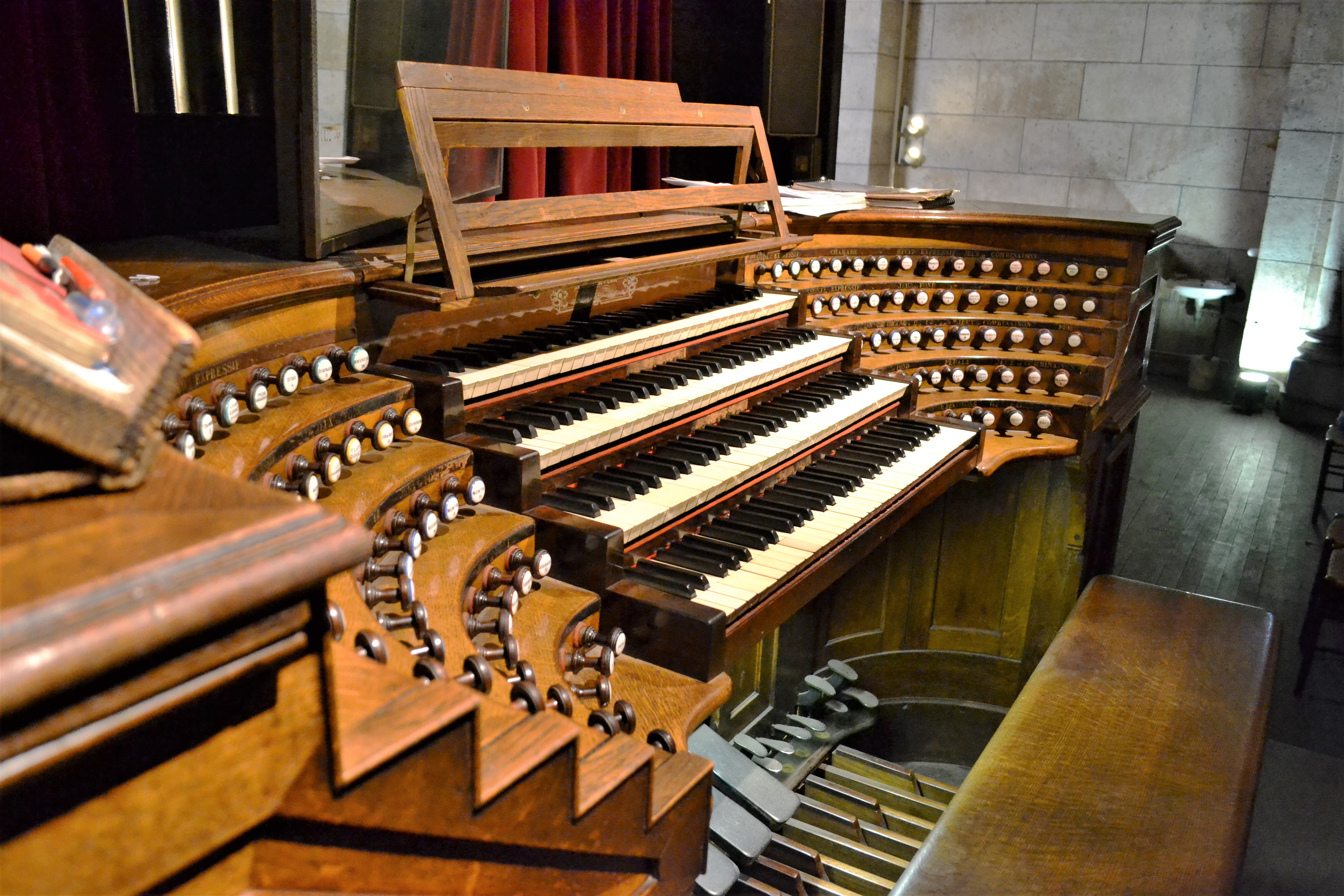
Spieltisch

Die Hauptorgel von Sacré-Cœur wurde wie die fünfmanualigen Instrumente der Kathedrale Notre-Dame und der Kirche Saint-Sulpice mit einem Spieltisch in der berühmten Hufeisenform (amphitheatralisch) ausgestattet. Bei dem Spieltisch von Sacré-Cœur handelt es sich um den einzigen erhaltenen viermanualigen Spieltisch in Hufeisenform aus der Werkstatt Cavaillé-Coll!
| I Grand-Orgue C-c4 |                  |       |
| 01.                | Montre           | 16′   |
| 02.                | Bourdon          | 16′   |
| 03.                | Gambe            | 16′   |
| 04.                | Montre           | 08′   |
| 05.                | Flûte harmonique | 08′   |
| 06.                | Bourdon          | 08′   |
| 07.                | Viole de gambe   | 08′   |
| 08.                | Salicional       | 08′   |
| 09.                | Prestant         | 04′   |
| 10.                | Viole            | 04′   |
| 11.                | *Nasard**        | 2 ⁄3′ |
| 12.                | *Doublette**     | 02′   |
| 13.                | *Cornet V        |       |
| 14.                | *Fourniture V    |       |
| 15.                | *Cymbale IV      |       |
| 16.                | *Bombarde        | 16′   |
| 17.                | *Trompette       | 08′   |
| 18.                | *Clairon         | 04′   |

| II Positif expressif C-c4 |                  |     |
| 19.                       | Quintaton        | 16′ |
| 20.                       | Principal        | 08′ |
| 21.                       | Flûte harmonique | 08′ |
| 22.                       | Cor de nuit      | 08′ |
| 23.                       | Salicional       | 08′ |
| 24.                       | Flûte            | 04′ |
| 25.                       | Dulciane         | 04′ |
| 26.                       | *Octavin         | 02′ |
| 27.                       | *Cornet V**      |     |
| 28.                       | *Carillon III    |     |
| 29.                       | *Basson**        | 16′ |
| 30.                       | *Trompette       | 08′ |
| 31.                       | *Cromorne        | 08′ |
| 32.                       | *Voix humaine    | 08′ |
|                           | Trémolo          |     |

| III Récit expressif C-c4 |                       |     |
| 33.                      | Bourdon               | 16′ |
| 34.                      | Diapason**            | 08′ |
| 35.                      | Flûte traversière     | 08′ |
| 36.                      | Bourdon               | 08′ |
| 37.                      | Viole de gambe        | 08′ |
| 38.                      | Voix céleste          | 08′ |
| 39.                      | *Octave               | 04′ |
| 40.                      | Flûte octaviante      | 04′ |
| 41.                      | *Doublette            | 02′ |
| 42.                      | *Plein-Jeu III–V**    |     |
| 43.                      | *Bombarde             | 16′ |
| 44.                      | *Trompette harmonique | 08′ |
| 45.                      | Basson-Hautbois       | 08′ |
| 46.                      | *Clairon harmonique   | 04′ |
|                          | Trémolo               |     |

| IV Solo expressif C-c4 |                      |     |
| 47.                    | Bourdon              | 16′ |
| 48.                    | Diapason             | 08′ |
| 49.                    | Flûte harmonique     | 08′ |
| 50.                    | Octave**             | 04′ |
| 51.                    | Flûte octaviante     | 04′ |
| 52.                    | Octavin              | 02′ |
| 53.                    | Cornet VIII          |     |
| 54.                    | Fourniture II–V**    |     |
| 55.                    | *Tuba magna (CH)     | 16′ |
| 56.                    | Clarinette           | 16′ |
| 57.                    | *Tuba mirabilis (CH) | 08′ |
| 58.                    | Trompette            | 08′ |
| 59.                    | Cor anglais          | 08′ |
| 60.                    | *Cor harmonique (CH) | 04′ |
|                        | Trémolo              |     |

| Pédale C-g1 |             |         |
| 61.         | Flûte       | 32′     |
| 62.         | Soubasse    | 32′     |
| 63.         | Flûte       | 16′     |
| 64.         | Soubasse    | 16′     |
| 65.         | Violonbasse | 16′     |
| 66.         | Quinte      | 10 2⁄3′ |
| 67.         | Flûte       | 08′     |
| 68.         | Bourdon     | 08′     |
| 69.         | Violoncelle | 08′     |
| 70.         | *Tierce**   | 6 2⁄5′  |
| 71.         | Quinte      | 5 1⁄3′  |
| 72.         | *Septième** | 4 ⁄7′   |
| 73.         | Corno dolce | 04′     |
| 74.         | *Bombarde   | 32′     |
| 75.         | *Bombarde   | 16′     |
| 76.         | *Basson**   | 16′     |
| 77.         | *Trompette  | 08′     |
| 78.         | *Clairon    | 04′     |

Die mit * markierten Register stehen auf der Windlade der Jeux de combinaison, die über einen Einführungstritt („Appel“) zugeschaltet werden muss.
Die mit ** markierten Register wurden von Mutin um 1905 hinzugefügt.
(CH) = en Chamade, Zungenregister horizontal über dem Dach der Orgel angebracht, nicht schwellbar
- Koppeln:: II/I, III/I, IV/I, III/II, III/16', III/4', IV/II, IV/III, I/P, II/P, III/P, IV/P
- Spielhilfen: Appel Grand-Orgue, Appel Fonds Pédale, Jeux de Combinaison (*) Pédale, Grand-Orgue, Positif, Récit, Solo

1. ↑  Ursprünglich Unda maris 8′
2. ↑  Ursprünglich Flûte harmonique 4′
3. ↑  Ursprünglich Basson 16′
4. ↑  Ursprünglich Violoncelle 8′
5. ↑  Ursprünglich als Nachthorn 8′ im Récit
6. ↑  Ursprünglich Unda maris 8′
7. ↑  Ursprünglich Bourdon 4′
8. ↑  Ursprünglich im Récit
9. ↑  Ursprünglich im Solo
10. ↑  Ursprünglich im Positif
11. ↑  Ursprünglich Violoncelle 8′
12. ↑  Ursprünglich Unda maris 8′
13. ↑  Ursprünglich Viola d'amour 4′
14. ↑  Ursprünglich Octavin 2′
15. ↑  Ursprünglich Clarinette 16′
16. ↑  Ursprünglich im Positif
17. ↑  Ursprünglich Clarinette 8′
18. ↑  Ursprünglich Corno dolce 8′
19. ↑  Ursprünglich Clairon 4′
20. ↑  Ursprünglich Basson-Hautbois 8′ (en chamade)
21. ↑  Ursprünglich Trompette 8′
22. ↑  Ursprünglich im Positif
23. ↑  Ursprünglich Clairon 4′
24. ↑  Ursprünglich Violoncelle 16′
25. ↑  Ursprünglich Quintaton 16′

### Chororgel
Daneben besteht auch eine Chororgel mit 20 Registern (eine Transmission) auf zwei Manualen, die 1914 von Charles Mutin in ein bereits 1904 von Lucien Magne entworfenes Gehäuse gebaut wurde. Sie hat folgende Disposition:

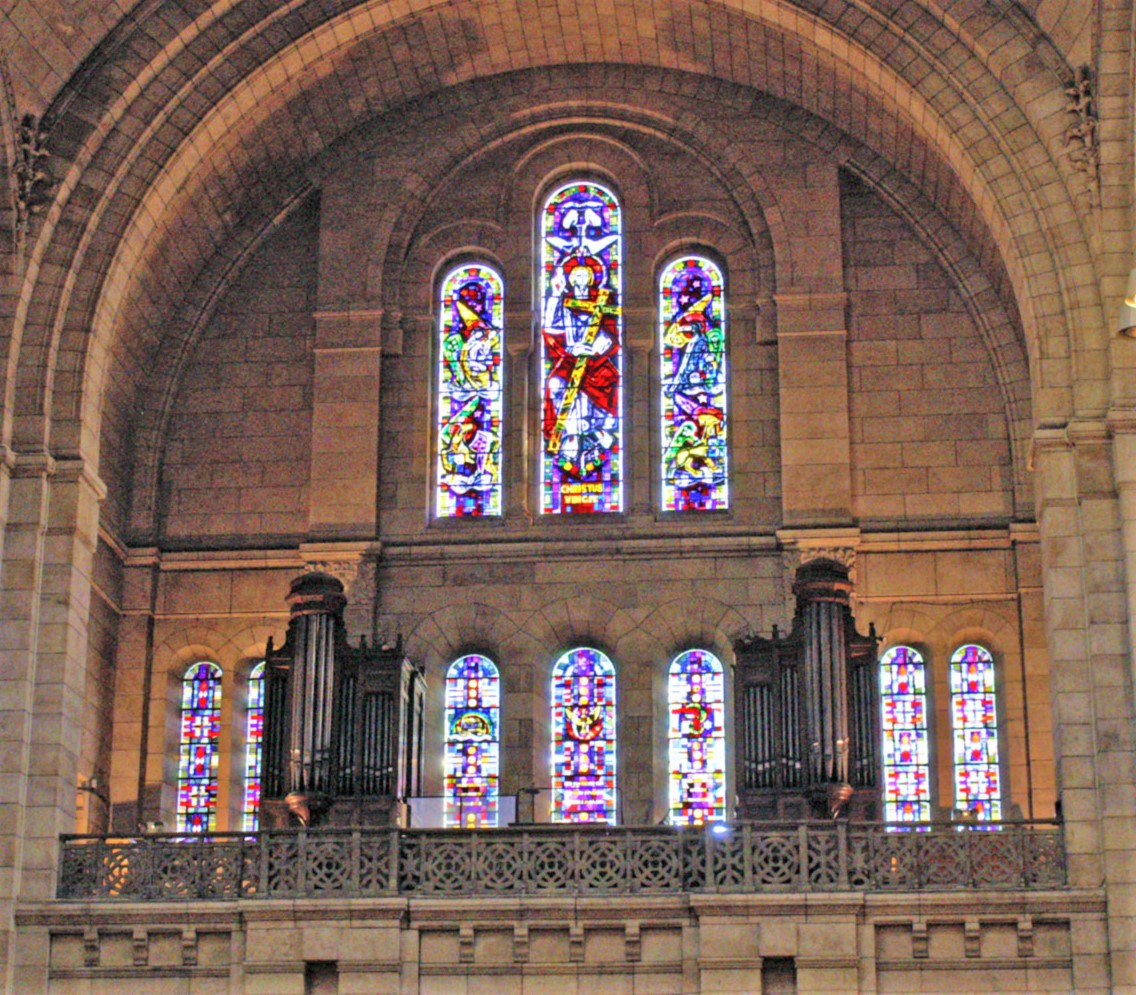
Chororgel

| I Grand-Orgue |                  |       |
| 01.           | Bourdon          | 16′   |
| 02.           | Montre           | 08′   |
| 03.           | Bourdon          | 08′   |
| 04.           | Flûte harmonique | 08′   |
| 05.           | Salicional       | 08′   |
| 06.           | Prestant         | 04′   |
| 07.           | Nazard           | 2 ⁄3′ |

| II Récit expressif (schwellbar) |                      |     |
| 08.                             | Diapason             | 08′ |
| 09.                             | Cor de nuit          | 08′ |
| 10.                             | Viole de Gambe       | 08′ |
| 11.                             | Voix céleste         | 08′ |
| 12.                             | Flûte octaviante     | 04′ |
| 13.                             | Plein Jeu IV         |     |
| 14.                             | Basson               | 16′ |
| 15.                             | Trompette harmonique | 08′ |
| 16.                             | Basson-Hautbois      | 08′ |
| 17.                             | Soprano harmonique   | 04′ |

| Pédale |                   |     |
|        | Soubasse (= Nr.1) | 16′ |
| 18.    | Flûte             | 16′ |
| 19.    | Flûte             | 08′ |

Titularorganisten
- 1903–1923: A. Decaux
- 1923–1945: L. Panel
- 1945–1973: Rolande Falcinelli
- 1973–1985: Daniel Roth
- Seit 1985: C. Barthel
- 1985–1992: Naji Hakim
- 1989–1994: Denis Comtet
- Seit 1993: Philippe Brandeis
- Seit 1994: Gabriel Marghieri

## Glocken

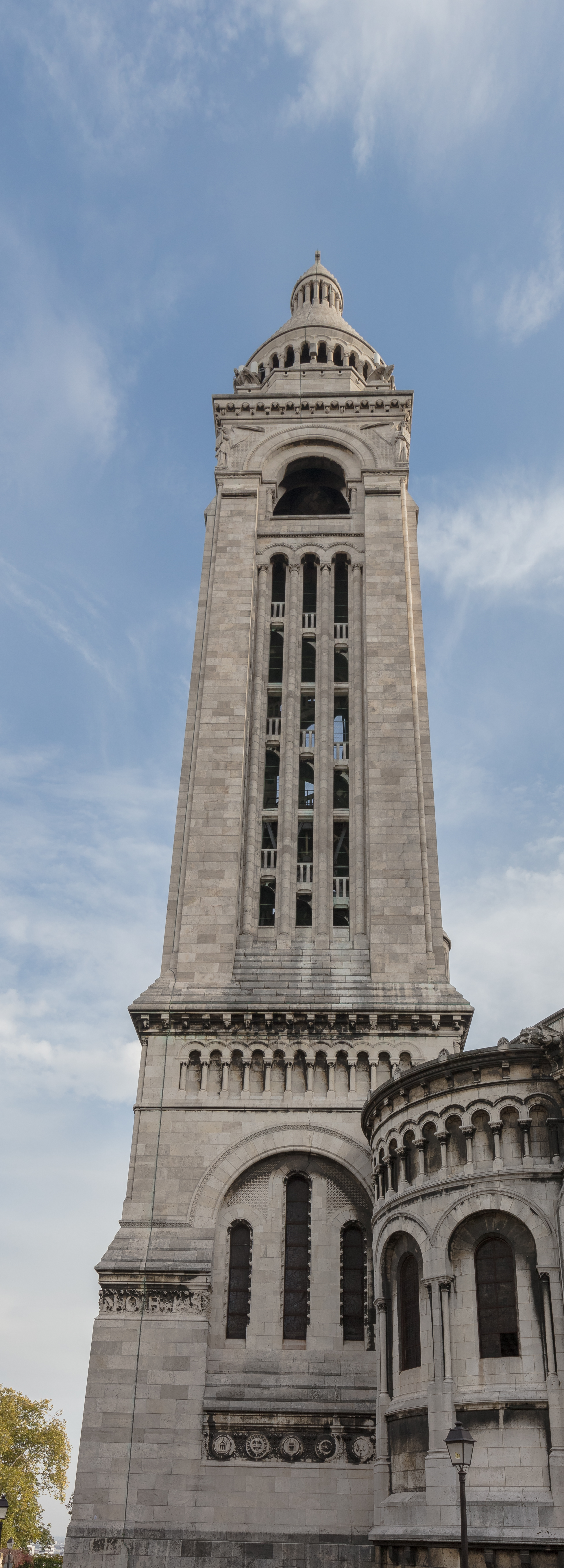
Glockenturm

Im Turm der Kirche hängt ein fünfstimmiges Bronzegeläut.
Die große Glocke – mit 18,835 t Gewicht die größte Glocke Frankreichs und die achtgrößte Glocke der Welt – hat den Schlagton cis°-2. Sie wurde 1895 in Annecy von der Glockengießerei Paccard gegossen und heißt Savoyarde, weil sie von den vier Bistümern in Savoyen gestiftet wurde.
| Glocke | Name                                                    | Gießer      | Gussjahr | Masse     | Durchmesser | Schlagton  |
| ------ | ------------------------------------------------------- | ----------- | -------- | --------- | ----------- | ---------- |
| 1      | Savoyarde (Françoise Marguerite du Sacré-Cœur de Jésus) | G&F Paccard | 1891     | 18835 kg0 | 3030 mm     | cis° -2⁄16 |
| 2      | Félicité                                                | Hildebrand  | 1838     | 1800 kg   | 1486 mm     | c′ -3⁄16   |
| 3      | Louise                                                  | Hildebrand  | 1838     | 1300 kg   | 1324 mm     | d′ -1⁄16   |
| 4      | Hyacinthe Elisabeth                                     | Hildebrand  | 1838     | 1000 kg   | 1194 mm     | e′ -5⁄16   |
| 5      | Nicole                                                  | Hildebrand  | 1838     | 0800 kg   | 1101 mm     | f′ -5⁄16   |

## Krypta
In der Krypta befinden sich die Gräber der Kardinäle Guibert und Richard, die mit Statuen von ihnen überragt werden, ein Denkmal zum Gedenken an Kardinal Amette und eine Urne mit dem Herzen von Alexandre Legentil.